# Episodi di Jack Ryan (quarta stagione)
La quarta e ultima stagione della serie televisiva Jack Ryan, composta da 6 episodi, viene distribuita su Prime Video dal 30 giugno 2023, in tutti i paesi, compresa l'Italia, in cui il servizio è disponibile. 
| n° | Titolo originale | Titolo italiano      | Pubblicazione  |
| -- | ---------------- | -------------------- | -------------- |
| 1  | Triage           | La Triade            | 30 giugno 2023 |
| 2  | Convergence      | Convergenza          | 30 giugno 2023 |
| 3  | Sacrifices       | Sacrifici            | 7 luglio 2023  |
| 4  | Bethesda         | Bethesda             | 7 luglio 2023  |
| 5  | Wukong           | Wukong               | 14 luglio 2023 |
| 6  | Proof of Concept | Prova di fattibilità | 14 luglio 2023 |